# NGC 1427
NGC 1427 (другие обозначения — ESO 358-52, MCG -6-9-21, FCC 276, PGC 13609) — эллиптическая галактика (E) в созвездии Печь.
Этот объект входит в число перечисленных в оригинальной редакции «Нового общего каталога».
Галактика входит в Скопление Печи.
Галактика NGC 1427 входит в состав группы галактик NGC 1399. Помимо NGC 1427 в группу также входят ещё 41 галактика.
Наблюдениями телескопа Чандра в 2005 году в галактике было обнаружено 13 источников рентгеновского излучения. Три из них имеют возможные аналоги в оптическом диапазоне в пределах менее 2". Эти источники имеют синий цвет, а их видимая светимость сравнима с рентгеновской.
Красные шаровые скопления в NGC 1427 сильно сконцентрированы в её центре и практически исчезают за пределами области радиусом 120 парсек от него.